# Route nationale 666
Pour les articles homonymes, voir Route 666 (homonymie).
La route nationale 666 ou RN 666 était une route nationale française reliant Granges-sur-Lot à Aiguillon. À la suite de la réforme de 1972, elle a été déclassée en RD 666.

## Ancien tracé de Granges-sur-Lot à Aiguillon (D 666)
- Granges-sur-Lot
- Lafitte-sur-Lot
- Bourran
- Aiguillon